# S&S Worldwide
S&S – Sansei Technologies die zichzelf ook wel S&S Worldwide noemt is een Amerikaans bedrijf dat voornamelijk met gas aangedreven attracties bouwt. Het bedrijf is gevestigd in Logan, Utah.

## Geschiedenis
S&S Power werd in 1994 opgericht door Stan Checketts onder de naam S&S Sports. Dit bedrijf was bouwer van bungeejumping-toestellen en trampolines. Het begon zich te specialiseren in attracties werkend op lucht, en zo begon S&S Sports achtbanen te produceren. De naam werd nog in datzelfde jaar veranderd in S&S Power.
Vervolgens werd in 2000 de naam nogmaals veranderd in S&S Worldwide. En twee jaar later, in 2002, nam S&S Worldwide het failliete 'Arrow Dynamics' over en hernoemde zichzelf tot 'S&S Arrow'. Via deze overnamen konden ze de 4D-achtbaan aan hun productaanbod toevoegen.
In november 2012 heeft Sansei Technologies geïnvesteerd in een meerderheidsaandeel in het bedrijf en in 2014 kreeg het alle eigenaarsrechten in handen. Het bedrijf gaat sindsdien door het leven als S&S - Sansei Technologies, al gebruikt het nog veelal de naam S&S Worldwide of simpelweg S&S.

## Gebouwde attracties

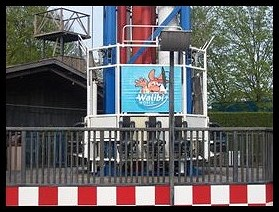

### Vrijevalattracties
- Space Shot
- Turbo Drop
- Double Shot
- Combo Ride
- Sky Sling
- Frog Hopper

### Andere attracties
- Sky Swatter
- Screamin' Swing

### Achtbanen
S&S bouwt verschillende achtbanen. Tot deze behoort onder andere ring°racer (Duitsland), bij de bouw Europa's snelste achtbaan (slechts zeer kort geopend). Net zoals dat S&S Power de steilste achtbaan van Europa heeft gebouwd, met Timber Drop in Fraispertuis City.
Andere achtbanen zijn onder andere:
- Eejanaika
- Dodonpa
- Powder Keg: A Blast into the Wilderness
- Mumbo Jumbo